# プエルタ・デ・エウローパ

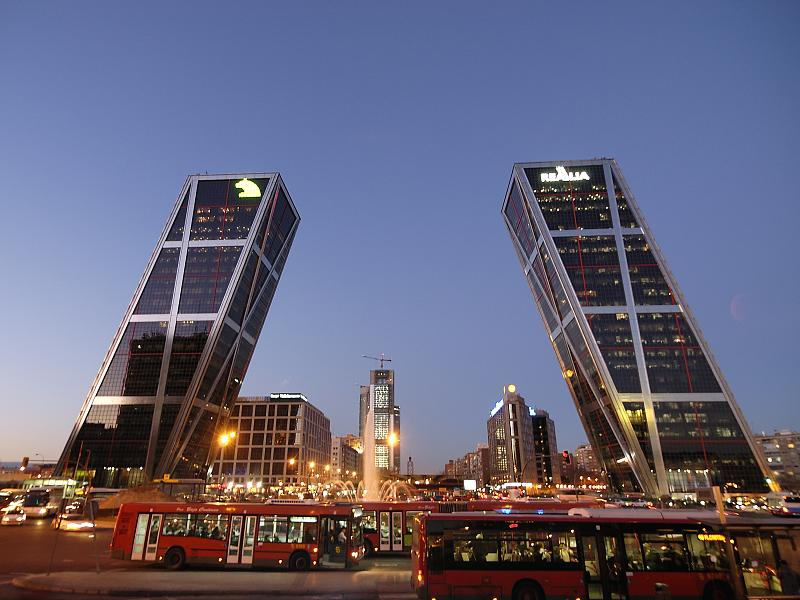
プエルタ・デ・エウローパ

プエルタ・デ・エウローパ(Puerta de Europa)はスペインの首都マドリードにあるツインタワー。「ヨーロッパの門」の意味である。マドリードを南北に貫く大通り・カステジャーナ通り（Paseo de la Castellana）の北端近くにあり、通りに覆いかぶさるように2つのタワーが向かい合って建っている。

## 概要
高さ115m、26階建てのツインタワー。着工は1990年、完成は1996年。設計はフィリップ・ジョンソンとジョン・バーギー。2つのタワーとも15°傾いている。クウェート投資庁の所有するビルであったため、Torres KIOとも呼ばれた(現在はクウェート投資庁はこのビルを売却した)。現在はバンキア（2012年に経営危機に陥った銀行）とRealiaが保有している。
チャマルティン駅の近くに位置する。チャマルティン駅の西のカステジャーナ通り沿いには、マドリードで最も高いトーレ・カハ・マドリッド(250m)など200mを越える超高層ビルが4棟建設され、マドリードの新たなランドマークとなったが（クアトロ・トーレス・ビジネス・エリア）、独特のデザインが異彩を放つプエルタ・デ・エウローパは今もマドリードを代表するランドマークになっている。